# Frank Leo
Pour les articles homonymes, voir Leo.
Francis « Frank » Leo, né le 30 juin 1971 à Montréal, est un cardinal catholique canadien. 
Il est évêque auxiliaire de Montréal de septembre 2022 jusqu'à sa nomination au poste d'archevêque de Toronto en mars 2023. Le 6 octobre 2024, le pape François annonce qu'il sera créé cardinal au cours du consistoire qui se tiendra le 7 décembre 2024.

## Biographie
Leo est né à Montréal le 30 juin 1971. Il obtient un baccalauréat à l'Institut de formation théologique de Montréal (IFTM) ainsi qu'une licence et un doctorat en théologie à l'Institut international de recherche mariale (en). Il est ordonné prêtre de l'archidiocèse de Montréal en 1996. Il étudie à l'Académie pontificale ecclésiastique de Rome de 2006 à 2008, puis rejoint le service diplomatique du Saint-Siège. Pendant sa formation à l'Académie pontificale ecclésiastique, il fait profession dans les fraternités sacerdotales dominicaines. Il est affecté à la Nonciature apostolique en Australie (en) de 2008 à 2011, puis à la Mission d'étude du Saint-Siège à Hong Kong pour l'année 2011 à 2012.
En 2012, il revient à Montréal pour occuper les postes de directeur et professeur de dogmatique au Grand Séminaire, directeur du département de droit canonique de l'IFTM et vice-président du service des vocations de l'archidiocèse. De 2013 à 2015, il est membre du conseil des prêtres. Il fonde la Société mariologique canadienne et en devient le président. De 2015 à 2021, il est secrétaire général de la Conférence des évêques catholiques du Canada.
En février 2022, il devient vicaire général et modérateur de la curie pour l'archidiocèse de Montréal

## Évêque
Le 16 juillet 2022, le pape François l'a nommé évêque titulaire de Tamada (de) et évêque auxiliaire de Montréal. Il reçoit sa consécration épiscopale le 12 septembre 2022 par Christian Lépine.
Le 11 février 2023, le pape François le nomme archevêque métropolitain de Toronto (en),. Il y a est installé le 25 mars à la cathédrale Saint-Michel de Toronto.

## Cardinal
Le 6 octobre 2024, le pape François annonce sa création comme cardinal. Il est créé cardinal avec le titre de cardinal-prêtre de Santa Maria della Salute a Primavalle.
Le 11 janvier 2025, le pape le nomme membre du Dicastère pour les textes législatifs.